# Эрнандес Эступиньян, Шейла
Шейла Эрнандес Эступиньян (исп. Sheyla Hernández Estupiñán; род. 4 декабря 2000 года) — кубинская парадзюдоистка. Серебряная призёрка летних Паралимпийских игр 2024 года в Париже.

## Биография
7 сентября 2024 года приняла участие на летних Паралимпийских играх 2024 в Париже в весовой категории свыше 70 кг (класс J2). В четвертьфинале победила австралийку Тейлор Госенс, в полуфинале — китаянку Ван Хунъюй. В финале уступила бразильянке Ребеке ди Созе Силве и завоевала «серебро» Паралимпиады.

## Спортивные результаты
| Год  | Турнир                          | Место проведения | Категория          | Место |
| ---- | ------------------------------- | ---------------- | ------------------ | ----- |
| 2022 | Чемпионат мира                  | Баку             | свыше 70 кг, J2    | 2     |
| 2023 | ПараПан Американские игры       | Сантьяго         | свыше 70 кг, J1/J2 | 1     |
| 2024 | Летние Паралимпийские игры 2024 | Париж            | свыше 70 кг, J2    | 2     |
| 2025 | Чемпионат мира                  | Астана           | свыше 70 кг, J2    | 3     |